# Nallur
Nallur là một thị xã panchayat của quận Kanniyakumari thuộc bang Tamil Nadu, Ấn Độ.

## Địa lý
Nallur có vị trí 10°55′B 79°19′Đ / 10,92°B 79,32°Đ Nó có độ cao trung bình là 15 mét (49 foot).

## Nhân khẩu
Theo điều tra dân số năm 2001 của Ấn Độ, Nallur có dân số 15.266 người. Phái nam chiếm 50% tổng số dân và phái nữ chiếm 50%. Nallur có tỷ lệ 78% biết đọc biết viết, cao hơn tỷ lệ trung bình toàn quốc là 59,5%: tỷ lệ cho phái nam là 82%, và tỷ lệ cho phái nữ là 74%. Tại Nallur, 11% dân số nhỏ hơn 6 tuổi.